# Mario Pašalić
Mario Pašalić (* 9. Februar 1995 in Mainz, Deutschland) ist ein kroatischer Fußballspieler.
Bereits als Teenager wechselte der Mittelfeldspieler von seinem Jugendverein Hajduk Split zum FC Chelsea. Bei den Londonern stand er sechs Jahre unter Vertrag, absolvierte jedoch kein einziges Pflichtspiel und verbrachte diese Zeit als Leihspieler bei diversen Vereinen. Sein letztes Leihgeschäft führte ihn im Juli 2018 zu Atalanta Bergamo, der ihn im September 2020 letztlich fest verpflichtete.
Für sein Heimatland Kroatien lief er in diversen Juniorenauswahlen auf und im September 2014 gab er sein Debüt in der A-Nationalmannschaft.

## Karriere

### Hajduk Split
Der im rheinland-pfälzischen Mainz geborene Mario Pašalić zog mit seiner Familie bereits im Kleinkindalter in die Heimat Kroatien zurück. Dort begann er in der Jugendabteilung des GOŠK Kaštel Gomilica mit dem Fußballsport, bevor er sich im Alter von elf Jahren dem Nachwuchs von Hajduk Split anschloss. In der Bili entwickelte er sich zu einem der talentiertesten Mittelfeldspieler des Vereins, der sich vor allem durch seine Torjägerqualitäten auszeichnen konnte. In der Saison 2012/13 stand er bereits vor dem Sprung in die erste Mannschaft, wurde aber durch eine Staphylokokken-Infektion ausgebremst, welche ihn monatelang außer Gefecht setzte. Sein Debüt in der höchsten kroatischen Spielklasse ließ schließlich bis zum 13. April 2013 (27. Spieltag) auf sich warten, als er beim 2:1-Heimsieg gegen Cibalia Vinkovci in der 90. Spielminute für Ivan Vuković eingewechselt wurde. Zwei Monate später wurde er auch im prestigeträchtigen Vječni derbi gegen den Erzrivalen Dinamo Zagreb berücksichtigt, womit er diese Spielzeit mit zwei Kurzeinsätzen in der Herrenauswahl abschloss.
Im Sommer 2013 unterzeichnete Pašalić einen neuen Vierjahresvertrag bei Hajduk Split. Bereits beim 5:1-Heimsieg gegen den NK Zadar am ersten Spieltag der Saison 2013/14 gelang ihm sein erster Ligatreffer. In den nächsten Partien wurde er bereits regelmäßig eingesetzt. Am 14. September (9. Spieltag) schoss der 18-jährige Pašalić seine Mannschaft mit einem Doppelpack zum 2:0-Heimsieg gegen Dinamo Zagreb, womit er sich spätestens zu diesem Zeitpunkt den Status als Stammkraft bei Hajduk und als großes Versprechen für die Zukunft in den großen kroatischen Medien gesichert hatte. In dieser Spielzeit gelangen ihm in 30 Ligaeinsätzen elf Tore und fünf Vorlagen.

### FC Chelsea
Am 9. Juli 2014 sicherte sich der englische Erstligist FC Chelsea die Rechte des talentierten Pašalić. Frank Lampard, den Kapitän der Blues, bezeichnete er in einer ersten Reaktion auf den Wechsel als seinen Lieblingsspieler.

#### Leihe zum FC Elche
Nach einigen Trainingseinheiten unter dem Cheftrainer José Mourinho wurde er bis zum Ende der Saison 2014/15 an den FC Elche in die spanische Primera División ausgeliehen. Sein Debüt gab er am 24. August 2014 (1. Spieltag) bei der 0:3-Auswärtsniederlage gegen den FC Barcelona. Beim Verein aus der Valencianischen Gemeinschaft galt er trotz seiner geringen Erfahrung im Topfußball als Stammspieler und kämpfte mit dem Verein die gesamte Spielzeit über gegen den Abstieg. Am 12. April 2015 (31. Spieltag) erzielte er beim 2:0-Auswärtssieg gegen den FC Córdoba sein erstes Saisontor. Im Saisonendspurt gelangen ihm weitere zwei wichtige Treffer und Elche schaffte es letztlich dem Abstieg sportlich zu entrinnen. Aufgrund von Steuerschulden in Höhe von acht Millionen Euro mussten die Franjiverdes jedoch dennoch den Gang in die zweitklassige Segunda División antreten.

#### Leihe zu der AS Monaco
Nachdem sich der FC Chelsea am 3. Juli 2015 den kolumbianischen Stürmer Radamel Falcao von der AS Monaco auslieh, wechselte Pašalić im Gegenzug für die gesamte Spielzeit 2015/16 auf Leihbasis zum französischen Erstligisten. Er debütierte am 28. Juli 2015 beim 3:1-Auswärtssieg gegen den BSC Young Boys in der Qualifikation zur UEFA Champions League und erzielte in diesem Spiel sein erstes Tor für die Monegassen. In der Ligue 1 traf er beim 1:1-Unentschieden gegen Olympique Lyon am 16. Oktober (10. Spieltag) erstmals. Im Februar 2016 endete seine Saison vorzeitig aufgrund einer Rückenverletzung. Bis zu diesem Zeitpunkt war er regelmäßig auf dem Platz gestanden und hatte in 29 Pflichtspielen sieben Tore erzielt.

#### Leihe zu der AC Mailand
Am 27. August 2016 wurde Pašalić bereits zum dritten Mal in seiner jungen Karriere ausgeliehen. Diesmal verschlug es ihn zum italienischen Erstligisten AC Mailand. Dort bekam er zu Beginn der Saison 2016/17 keine Chance auf Einsatzzeit und die Rossoneri versuchten bereits einen Monat später das Leihgeschäft bis Januar 2017 zu verkürzen. Sein Debüt absolvierte er erst am 30. Oktober 2016 (11. Spieltag) beim 1:0-Heimsieg gegen Delfino Pescara, als er in der 62. Spielminute für M’Baye Niang eingewechselt wurde. In den nächsten Partien spielte er dann regelmäßig und am 4. Dezember (15. Spieltag) erzielte er nach einem Eckball von Gabriel Paletta per Kopf sein erstes Saisontor. Am 23. Dezember 2016 verwertete er im Elfmeterschießen um die Supercoppa Italiana den entscheidenden Strafstoß und bescherte Milan somit den ersten Titel seit 2011. Pašalić verließ den ehemaligen Spitzenverein schließlich zum vereinbarten Zeitpunkt im Juni 2017. In seiner Zeit in Italien gelangen ihm in 24 Ligaeinsätzen fünf Tore und eine Vorlage.

#### Leihe zu Spartak Moskau

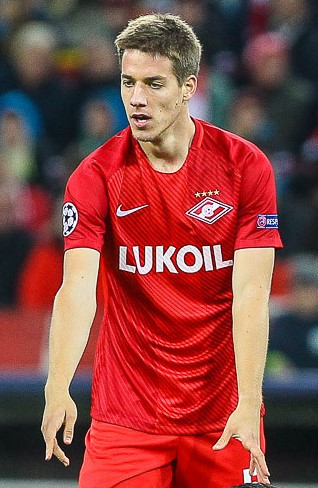
Mario Pašalić im Trikot von Spartak Moskau im September 2017

Am 2. August 2017 unterzeichnete Pašalić einen neuen Vierjahresvertrag beim FC Chelsea, wurde aber noch am selben Tag für ein Jahr an den russischen Erstligisten Spartak Moskau ausgeliehen. Am 6. August 2017 (4. Spieltag) bestritt er bei der 1:5-Auswärtsniederlage gegen Zenit St. Petersburg sein Debüt für den Hauptstadtverein, als er in der 72. Spielminute für Alexander Samedow eingewechselt wurde. Bereits sechs Tage später (6. Spieltag) traf er im Stadtderby gegen den ZSKA Moskau erstmals für seinen neuen Verein. Bei den krasno-belyje gelang ihm jedoch nicht der Sprung zum unumstrittenen Stammspieler, denn vor allem in der Mitte der Spielzeit setzte Cheftrainer Massimo Carrera nur unregelmäßig auf seine Dienste. Mit vier Toren und einer Vorlage im Gepäck, welche er in 21 Ligaeinsätzen sammeln konnte, verließ er zum Ende der Saison 2017/18 Spartak Moskau und kehrte einmal mehr nach London zurück.

### Atalanta Bergamo
Am 25. Juli 2018 kehrte Pašalić für seine fünfte Leihe nach Norditalien zurück und wechselte für die Saison 2018/19 zu Atalanta Bergamo. La Dea handelte dabei als erster Verein die Option aus ihn nach dem Ablauf der Leihe fest verpflichten zu können. Bereits in seinem ersten Einsatz gegen Hapoel Haifa in der Qualifikation zur UEFA Europa League am 9. August 2018 konnte er zum 4:1-Auswärtssieg ein Tor und eine Vorlage beisteuern. Dies gelang ihm, obwohl er das Spielfeld erst zur 60. Spielminute als Ersatz für Matteo Pessina betreten hatte. Auch in seinem Ligadebüt beim 4:0-Heimsieg gegen Frosinone Calcio am 20. August (1. Spieltag) konnte er erneut treffen. Cheftrainer Gian Piero Gasperini setzte ihn in dieser Spielzeit häufig ein und zum hervorragenden dritten Platz Atalantas in der Liga konnte Pašalić in seinen 33 Ligaeinsätzen fünf Tore und drei Vorlagen beisteuern.
Am 4. Juli 2019 unterschrieb Pašalić erneut ein neues Arbeitspapier bei den Blues und kehrte für die Saison 2019/20 als Leihspieler nach Bergamo zurück. Am 18. September 2019 wurde im ersten Champions-League-Spiel Atalantas, das im Maksimir-Stadion der Heimmannschaft Dinamo Zagreb mit einer überraschenden 0:4-Niederlage endete, in der Halbzeitpause eingewechselt. Am 30. November (14. Spieltag) erzielte er beim 3:0-Auswärtssieg gegen den Aufsteiger Brescia Calcio einen Doppelpack. Eine Woche später erzielte er im vierten Gruppenspiel der Champions League gegen Manchester City das Tor zum 1:1-Endstand und sicherte Atalanta die ersten Punkte in der Königsklasse. Nachdem Dinamo Zagreb anschließend mit 2:0 bezwungen werden konnte, reichte Atalanta im letzten Gruppenspiel gegen Schachtar Donezk ein Sieg aus, um mit nur sieben Zählern als Zweiter in die Finalrunde einzuziehen. Atalanta erreichte damit als erster Debütant seit Leicester City in der Saison 2016/17 das Achtelfinale und war gleichzeitig die Mannschaft mit der geringsten Punktzahl in der Wettbewerbsgeschichte, der dies gelang. Am 14. Juli 2020 (33. Spieltag) markierte er beim 6:2-Heimsieg gegen Brescia Calcio einen Hattrick. In der Liga klassierte sich Atalanta erneut auf dem dritten Rang. Pašalić steuerte dazu in 35 Ligaeinsätzen neun Tore und fünf Assists bei und erlebte die bisher beste Saison seiner Karriere. Endstation in der Champions League war für Atalanta dann im Viertelfinale gegen den späteren Finalteilnehmer Paris Saint-Germain im Estádio da Luz in Lissabon. Zwar hatte er seine Mannschaft in der 26. Spielminute in Führung gebracht, jedoch drehten die Franzosen in der Schlussphase mit zwei Toren das Spiel zu ihrem Gunsten.
Bereits am 2. Dezember 2019 handelte Atalanta Bergamo eine Kaufoption in Höhe von 15 Millionen Euro aus, um Pašalić am Ende der Spielzeit 2019/20 permanent erwerben zu können. Im Juni 2020 wurde die Verpflichtung bestätigt und er unterzeichnete einen Fünfjahresvertrag, den er zum 1. September 2020 antreten wird.

### Nationalmannschaft
Pašalić durchlief sämtliche U-Nationalmannschaften von Kroatien.
Am 14. Mai 2014 wurde er, ohne zuvor ein Länderspiel absolviert zu haben, von Cheftrainer Niko Kovač in den vorläufigen 30-Mann-Kader für die Weltmeisterschaft 2014 in Brasilien nominiert, aber später aus der finalen Auswahl gestrichen. Am 4. September 2014 debütierte er beim 2:0-Testspielsieg gegen Zypern für die A-Nationalmannschaft, als er in der 60. Spielminute für Luka Modrić eingewechselt wurde. Nach einem weiteren Länderspieleinsatz im Juni 2015, kam er ab Oktober 2017 immer vereinzelt zu Einsatzzeiten. In den wichtigen Partien der nächsten Jahre erhielt er jedoch keine wirkliche Chance sich zu beweisen und war somit den angestammten Routiniers Luka Modrić, Ivan Rakitić und Marcelo Brozović keine Konkurrenz im Mittelfeld.
Bei der Europameisterschaft 2021 war er Bestandteil des kroatischen Kaders, welcher bei dem Turnier im Achtelfinale gegen Spanien ausschied.

## Titel
- Europa-League-Sieger: 2024 (Atalanta Bergamo)
- Italienischer Supercupsieger: 2016 (AC Mailand)